# Poekilopleuron
Genre
Espèce
Poekilopleuron (« côtes diverses », pour indiquer la présence de trois types de côtes différents) est un genre éteint de grands dinosaures théropodes de la super-famille des Allosauroidea, atteignant 10 mètres de longueur.

## Découverte
Il a été découvert en France dans la formation géologique du calcaire de Caen exploitée dans les carrières de la Maladrerie, près de Caen en Normandie. Cette formation est datée du Bathonien moyen (Jurassique moyen), il y a environ 167 Ma (millions d'années).
Le genre Poekilopleuron et son espèce type, P. bucklandii, ont été introduits de manière valide en 1836 par le paléontologue français Jacques-Amand Eudes-Deslongchamps dans les comptes-rendus des séances publiques de la Société Linnéenne de Normandie,. En, 1837, Eudes-Deslongchamps publia sur cette découverte un mémoire, accompagné de planches, qui fut également inséré, l'année suivante, dans les Mémoires de la Linnéenne de Normandie,. Il est daté du Jurassique moyen, plus précisément du Bathonien moyen,, soit environ entre 167,7 et 166 Ma (millions d'années).
C'est l'un des premiers théropodes découverts mais les restes trouvés en 1835 ont été détruits lors de la Seconde Guerre mondiale dans la nuit du 7 juillet 1944. Il reste cependant plusieurs moulages de la plupart de ces fossiles.

## Description
Il possédait des membres antérieurs particulièrement grands dont il se servait sans doute pour saisir ses proies et les déchiqueter. Aujourd'hui, on en possède quelques os (vertèbres, dents et griffes).

## Classification
Poekilopleuron est un taxon difficile à classer car les fossiles originaux ont été détruits, et qu'aucun nouveau fossile n'a été découvert et que son nom a fréquemment changé. 
Il a longtemps été classé parmi les Megalosauridae. En 2010, R. B. J. Benson et ses collègues le placent parmi les Sinraptoridae. Dans une étude antérieure, en 2001, R. Allain le positionnait immédiatement en amont de cette dernière famille, comme un allosauroïde basal. 
En 2012, une analyse phylogénétique réalisée par M. Carrano et ses collègues établit que les Sinraptoridae sont un synonyme junior des Metriacanthosauridae. La position des genres Poekilopleuron et Lourinhanosaurus est très instable dans leur étude, il semble cependant en dehors de cette famille. Ils sont finalement exclus de l'analyse.